# Нерсесян, Анаит Сергеевна
Анаи́т Серге́евна Нерсеся́н (арм. Անահիտ Ներսիսյան; род. 16 июня 1954, Ереван) — армянская пианистка. заслуженная артистка Республики Армения (2007).

## Биография
Окончила ереванскую Центральную музыкальную школу имени Чайковского (1972) и Московскую консерваторию имени Чайковского (1977, класс Виктора Мержанова).
С 1977 года преподаёт в Ереванской консерватории имени Комитаса, профессор. В 1980 году удостоена первой премии и золотой медали Международного конкурса имени Иоганна Себастьяна Баха в Лейпциге.
Записала диски, посвящённые фортепианным сочинениям Баха, Шостаковича, Самуила Фейнберга, Гагика Овунца.

## Награды
- заслуженная артистка Республики Армения (2007).
- Почётная премия армянского посольства в Японии (г. Токио) (2018).

## Творческая деятельность
Член жюри международного конкурса им. Балакирева (Краснодар) (2014).
Участие на международном фестивале Неделя консерватории мира (Санкт-Петербург) (2014).
Член жюри международного конкурса «Минск 2014» (Белоруссия) (2014).
Участие на фестивале посвященного 95-летию со дня рождения В.Мержанова (Москва, Тамбов) (2014).
Участие на международном фестивале памяти Т.Шебановой. (2015).
Сольные концерты посвященные 100-летию Геноцида Армян (Германия, г. Райхенбах, г. Милау) (2015).
Концерт посвященный 175-летию со дня рождения П. И. Чайковского (Армения, г. Ереван) (2015).
Мастер-классы — Консерватория им. Римского-Корсакова (Санкт-Петербург), Польша, г. Санок, Краснодар.
Специальный приглашённый профессор токийского университета искусств Геидай (Япония) (2018) 

## Дискография
- С. Фейнберг, Соната N10, Мелодия, СССР (1980)
- И.С. Бах, Произведения, Мелодия, СССР (1981)
- Г. Овунц, Соната N2, Мелодия, СССР (1983)
- Д. Шостакович, Произведения, Мелодия, СССР (1984)
- Произведения армянских композиторов, США (1994)
- Произведения скандинавских композиторов для фортепиано и скрипки. Мэгуми Огата (скрипка), Япония (2001)
- Произведения армянских композиторов, Армения (2005)
- Произведения Г. Сараджева, Армения (2011)
- Произведения армянских композиторов для детей, Армения (2012)
- Произведения армянских композиторов для детей, Армения (2013)
- Произведения армянских композиторов для двух фортепиано. Лилит Закарян (фортепиано), Армения (2014)
- Произведения армянских композиторов для детей, Армения (2015)